# I Woke Up a Vampire
I Woke Up a Vampire är en amerikansk familje- och komediserie från 2023. Serien, vars första säsong består av 16 avsnitt, har premiär den 17 oktober 2023 på Netflix. Serien är skapad av Tommy Lynch som också medverkat i manusförfattandet. Seriens andra säsong hade premiär på Netflix den 4 april 2024.

## Handling
Serien kretsar kring Carmie som fyller 13  år och upptäcker att hon är hälften människa, hälften vampyr. Hennes superkrafter är dock inte enbart av godo utan ställer också till det för henne i skolan.

## Rollista (i urval)
- Niko Ceci - Kev Gardner
- Zebastin Borjeau - Dylan Helsing
- Ana Araujo - Leanna Timmons
- Kaileen Angelic Chang - Carmie Henley
- Kris Siddiqi
- Aaliyah Cinello